# 1874 v hudbě
Na této stránce naleznete seznam událostí, souvisejících s hudbou, které proběhly roku 1874

## Události
- 25. března – Antonín Dvořák dokončil svou Symfonii č. 4 d moll, op. 13.[1]